# Encyrtocephalus bellus
Encyrtocephalus bellus is een vliesvleugelig insect uit de familie Pteromalidae. De wetenschappelijke naam is voor het eerst geldig gepubliceerd in 1921 door Girault.